# Dima Sadek
Dima Sadek, en arabe : ديما صادق, née le 28 février 1980, est une journaliste libanaise, condamnée en 2023 à la prison pour avoir dénoncé une agression du parti aouniste, le Courant patriotique libre. 

## Biographie
Dima Sadek est née en 1980 à Khiam, au sein d'une famille musulmane chiite, mais partisane d'une société et d’un régime politique laïc et libéral,. Après des études supérieures en sciences politiques à l'université Saint-Joseph de Beyrouth, Dima Sadek devient journaliste. Elle est notamment une journaliste et une présentatrice libanaise bien connue, notamment comme présentatrice des informations sur la chaîne de télévision libanaise OTV, fondée par le Courant patriotique libre du général Michel Aoun, et comme présentatrice d'émissions politiques sur LBCI.
Elle est plusieurs fois menacée et victime de cyberharcèlement, de toute part, pour ses propos libres, comme en 2019 à la suite de la réaction à son égard d'un uléma chiite. En février 2020, elle dénonce l'agression de deux jeunes gens par le parti aouniste libanais, le CPL, en des termes forts. Le CPL porte plainte contre elle pour diffamation et calomnie. En 2023, elle est condamnée à un an de prison ferme, et à une amende de 110 millions de livres libanaises de dommages et intérêts, une condamnation de journaliste qui soulève l'indignation au Liban et dans le monde,.